# Los Diablos
Los Diablos es un grupo español de música pop, destacado por sus éxitos y por su duración de toda la historia del pop español. El grupo catalán tuvo su origen en Hospitalet de Llobregat, Barcelona.

## Historia
Comenzaron llamándose Los Diablillos del Rock, pero al poco tiempo, por insistencia del cantante y para la posteridad serían conocidos como Los Diablos. Comenzaron cantando canciones de moda y versiones de temas de El Dúo Dinámico;  sus componentes eran: Agustín Ramírez, como cantante, y Enrique Marín, a la guitarra. Al poco tiempo, el dúo se convirtió en cuarteto, con Emilio Sancho, a la batería, y Amado Jaén, al bajo. En esta época comienzan a grabar sus primeros temas, destacando Gracias al amor, Brutal y Tú también serás ye-ye.
En 1969 lanzan su primer LP, Un rayo de sol, que contiene la canción del mismo título, su primer gran éxito comercial editado como sencillo en 1970 y con el que consiguen su primer disco de oro —llegando a vender 450.000 copias— y que los catapulta a la fama. El tema se convirtió en la canción del verano de 1970.
En años sucesivos continuaron publicando temas poperos y juveniles como Fin de semana, Acalorado, Oh, oh, July, Niña de papá o Luna de miel hasta su disolución en 1978.
El grupo reapareció en 1982 y posteriormente de 1996 a 2001 colaboran con Fórmula V en el proyecto llamado  Fórmula Diablos, en 1997 sacan un recopilatorio con todos los grandes  éxitos de Fórmula V - Los Diablos llamado Fórmula Diablos. grandes éxitos 1967 -1978. De 1996 a 2001 dieron muchos conciertos por toda la geografía española principalmente. 
En abril de 2002 Los Diablos estaban formados por: Agustín Ramírez, Amado Jaén, Adolfo Rodrigo, Jordi Griso, y Oriol Cot Romera.
En 2023, la ciudad de Hospitalet de Llobregat les homenajea poniendo su nombre a unos jardines.

## Miembros
- Agustín Ramírez – Voz
- Amado Jaén (1949-2023) - Guitarra baja, Coros
- Adolfo Rodrigo - Guitarra
- Jordi Griso -  Teclados
- Oriol Cot Romera - Batería

## Discografía
- Un rayo de sol (1969)
- Oh Diablos (1970)
- Los Diablos (1972)
- Los Diablos (1973)
- Acalorado  (1974)
- Aniversario  (1975)
- Que suene ya la banda (1976)
- Vino, guitarras y amigos (1983)
- Fruta fresca (1984)
- Un Diablo en el corazón  (1993)
- La Fiesta de los 70
- Un diablo en el corazón
- El verano de tu vida
- Un rayo de sol 50 años (2020)